# Przewodnienie izotoniczne
Przewodnienie izotoniczne – zaburzenie gospodarki wodnej polegające na zwiększeniu zawartości sodu w organizmie. Sód, będąc ważnym składnikiem płynu pozakomórkowego, doprowadza do zwiększenia się wodnej przestrzeni pozakomórkowej, co skutkuje gromadzeniem się w niej płynów i rozwojem obrzęków.

## Przyczyny
Rozwój obrzęków w przewodnieniu izotonicznym jest powodowany wieloma czynnikami:
- wzrostem ciśnienia hydrostatycznego
- spadkiem ciśnienia onkotycznego
- utrudnionym odpływem chłonki
- zwiększeniem przepuszczalności ścian naczyń krwionośnych
- czynniki hormonalne zależne od układu renina–angiotensyna–aldosteron lub przedsionkowego peptydu natriuretycznego

W wyniku szeregu zaburzeń patofizjologicznych powyższe zaburzenia doprowadzają do:
- upośledzonej czynności nerek
- zmniejszonej objętości wyrzutowej serca
- zmian hemodynamicznych w krążeniu wrotnym wątroby.

W zależności od tego, który mechanizm staje się dominującym, pochodzenie obrzęku określa się jako nerkowe, sercowe lub wątrobowe.

## Leczenie
Leczenie przewodnienia izotonicznego musi być ukierunkowane na likwidację przyczyn je wywołujących, czyli powinno mieć na celu wyrównanie funkcji nerek, serca lub wątroby. Wśród ogólnych zasad leczenia na pierwsze miejsca wysuwa się:
- ograniczenie podaży sodu i płynów
- stosowanie leków moczopędnych.